# Canton de Parthenay
Le canton de Parthenay est une circonscription électorale française située dans le département des Deux-Sèvres et la région Nouvelle-Aquitaine.

## Géographie
Ce canton est organisé autour de Parthenay dans l'arrondissement de Parthenay. Son altitude varie de 114 m (Parthenay) à 254 m (La Chapelle-Bertrand).

## Histoire
Par décret du 18 février 2014, le nombre de cantons du département est divisé par deux, avec mise en application aux élections départementales de mars 2015. Le canton de Parthenay est inchangé par ce décret.

## Représentation

### Conseillers d'arrondissement (de 1833 à 1940)
| Période                                  | Période | Identité                               | Étiquette   | Qualité |
| ---------------------------------------- | ------- | -------------------------------------- | ----------- | --- |
| 1833                                     | 1848    | Jacques Prudent Bernardeau (1793-1866) |             | Avoué licencié à Parthenay                                                                                  |
|                                          |         |                                        |             | |
| 1877                                     | 1886    | Ferdinand Chevallereau                 | Républicain | Médecin, adjoint au maire de Parthenay                                                                      |
|                                          |         |                                        |             | |
| 1895                                     | 1901    | Gaston Guilhaud                        | Droite      | Conseiller municipal de Parthenay                                                                           |
| 1901                                     | 1919    | Louis Aguillon                         | Rad.        | Tanneur, maire de Parthenay                                                                                 |
| 1919                                     | 1931    | Alexandre Louis, dit Aristide Bizard   |             | Publiciste, premier adjoint au maire de Parthenay                                                           |
| 1931                                     | 1934    | Gustave Bernard                        | Rad.        | Maire de Lageon                                                                                             |
| 1934                                     | 1940    | Gabriel Ménard                         | Droite      | Conseiller municipal de Parthenay                                                                           |
| 1940                                     |         |                                        |             | Les conseils d'arrondissement ont été suspendus par la loi du 12 octobre 1940 et n'ont jamais été réactivés |
| Les données manquantes sont à compléter. |         |                                        |             | |

### Conseillers généraux de 1833 à 2015
| Période     | Période          | Identité                         | Étiquette           | Qualité |
| ----------- | ---------------- | -------------------------------- | ------------------- | --- |
| 1833        | 1834 (démission) | Charles Augustin Fribault        |                     | Président du tribunal de l'arrondisement Propriétaire à Parthenay                                                                     |
| 1834        | 1848             | Jean-Baptiste Failly             |                     | Ancien Procureur du Roi Propriétaire, ancien maire de Parthenay                                                                       |
| 1848        | 1852             | Jules Failly (fils du précédent) | Centre              | Avocat à Parthenay Représentant du peuple (1849-1851)                                                                                 |
| 1852        | 1877 (décès)     | Nelzir Allard                    | Droite Bonapartiste | Ancien général de division Ancien Président de section au Conseil d'État Président du Conseil Général Député (1837-1848 et 1876-1877) |
| 1878        | 1886             | Jules Failly                     | Centre              | Avocat à Parthenay Député (1849-1851)                                                                                                 |
| 1886        | 1892             | Ferdinand Chevallereau           | Républicain         | Médecin à Parthenay, conseiller d'arrondissement                                                                                      |
| 1892        | 1896 (démission) | Claude Girard                    | Républicain         | Maire de Parthenay (1888-1895) |
| 1896        | 1904             | André Lebon                      | Républicain         | Fondateur de L'Année politique Député (1893-1898) Ministre (1895, 1896-1898), Président du Conseil Général                            |
| 1904        | 1919             | Fernand Pierre Brottier          | Républicain         | Avoué à Parthenay |
| 1919        | 1928 (décès)     | Louis Aguillon                   | Rad.                | Tanneur Maire de Parthenay (1898-1913 et 1919-1928) Conseiller d'arrondissement (1901-1919) Sénateur (1903-1920)                      |
| 1928        | 1934             | Jean Victor Déré (1862-1938)     | Rad.ind.            | Instituteur à Parthenay |
| 1934        | 1935 (décès)     | Gustave Bernard                  | Rad.                | Maire de Lageon, conseiller d'arrondissement                                                                                          |
| 1936        | 1940             | Félix Lambert (1887-1959)        | Républicain         | Pharmacien Conseiller municipal de Parthenay Nommé conseiller départemental en 1943                                                   |
|             |                  |                                  |                     | |
| 1945        | 1951             | Charles Gaillard (1878-1969)     | DVD                 | Docteur en médecine à Parthenay |
| 1951        | 1958             | Félix Lambert                    | MRP                 | Pharmacienà Parthenay |
| 1958        | 1963 (démission) | M. Gaborit                       | DVD                 | Médecin |
| 3 mars 1963 | 1970             | Jacques Lambert                  | DVD puis UDR        | Pharmacien Adjoint au Maire de Parthenay                                                                                              |
| 1970        | 1978 (décès)     | Armand Jubien (1905-1978)        | SFIO puis PS        | Maire de Parthenay (1965-1979) |
| 1979        | 1994             | Jean Pineau                      | UDF                 | Chef de bureau d'établissement bancaire Député (1978-1981) Maire de Châtillon-sur-Thouet (1983-2001)                                  |
| 1994        | 2015             | Gilbert Favreau                  | DVD puis UMP        | Avocat Conseiller municipal de Parthenay (1989-2001)                                                                                  |

### Conseillers départementaux à partir de 2015
| Période élective | Période élective | Mandat | Mandat   | Identité         | Nuance | Nuance | Qualité |
| ---------------- | ---------------- | ------ | -------- | ---------------- | ------ | ------ | --- |
| 2015             | 2021             | 2015   | 2021     | Gilbert Favreau  |        | LR     | Avocat honoraire, ancien conseiller municipal de Parthenay Président du Conseil départemental (2015-2020) Sénateur depuis le 27 septembre 2020 |
| 2015             | 2021             | 2015   | 2021     | Béatrice Largeau |        | DVD    | Cadre supérieur de santé, adjointe au maire de Parthenay 8e vice-présidente, chargée de l'Enfance et de la Famille                             |
| 2021             | 2028             | 2021   | en cours | Gilbert Favreau  |        | LR     | Conseiller sortant |
| 2021             | 2028             | 2021   | en cours | Béatrice Largeau |        | DVD    | Conseillère sortante 9e vice-présidente chargée des Solidarités, de la Cohésion sociale et de la Protection de l'enfance                       |

### Résultats détaillés

#### Élections de mars 2015
À l'issue du premier tour des élections départementales de 2015, deux binômes sont en ballottage : Gilbert Favreau et Béatrice Largeau (Union de la droite, 46,88 %) et Anne-Laure Blouin et Christian Proust (DVG, 23,14 %). Le taux de participation est de 52,58 % (8 119 votants sur 15 440 inscrits) contre 50,44 % au niveau départemental et 50,17 % au niveau national.
Au second tour, Gilbert Favreau et Béatrice Largeau (Union de la droite) sont élus avec 58,99 % des suffrages exprimés et un taux de participation de 51,39 % (4 279 voix pour 7 932 votants et 15 436 inscrits).

#### Élections de juin 2021
Le premier tour des élections départementales de 2021 est marqué par un très faible taux de participation (33,26 % au niveau national). Dans le canton de Parthenay, ce taux de participation est de 33,72 % (5 227 votants sur 15 501 inscrits) contre 32,03 % au niveau départemental. À l'issue de ce premier tour, deux binômes sont en ballottage : Gilbert Favreau et Béatrice Largeau (Union au centre et à droite, 45,22 %) et Benoît Piron et Pascale Robin (DVG, 22,09 %).
Le second tour des élections est marqué une nouvelle fois par une abstention massive équivalente au premier tour. Les taux de participation sont de 34,36 % au niveau national, 31,89 % dans le département et 33,04 % dans le canton de Parthenay. Gilbert Favreau et Béatrice Largeau (Union au centre et à droite) sont élus avec 55,77 % des suffrages exprimés (2 640 voix pour 5 122 votants et 15 501 inscrits),,. 

## Composition
Depuis 1801, le canton de Parthenay regroupe 11 communes.
| Nom                               | Code Insee | Intercommunalité       | Superficie (km2) | Population (dernière pop. légale) | Densité (hab./km2) | Modifier                                    |
| --------------------------------- | ---------- | ---------------------- | ---------------- | --------------------------------- | ------------------ | ------------------------------------------- |
| Parthenay (bureau centralisateur) | 79202      | CC de Parthenay-Gâtine | 11,38            | 10 121 (2022)                     | 889                | modifier les données · modifier les données |
| Adilly                            | 79002      | CC de Parthenay-Gâtine | 12,92            | 312 (2022)                        | 24                 | modifier les données · modifier les données |
| Amailloux                         | 79008      | CC de Parthenay-Gâtine | 37,24            | 824 (2022)                        | 22                 | modifier les données · modifier les données |
| La Chapelle-Bertrand              | 79071      | CC de Parthenay-Gâtine | 19,39            | 456 (2022)                        | 24                 | modifier les données · modifier les données |
| Châtillon-sur-Thouet              | 79080      | CC de Parthenay-Gâtine | 16,45            | 2 675 (2022)                      | 163                | modifier les données · modifier les données |
| Fénery                            | 79118      | CC de Parthenay-Gâtine | 12,63            | 291 (2022)                        | 23                 | modifier les données · modifier les données |
| Lageon                            | 79145      | CC de Parthenay-Gâtine | 14,02            | 372 (2022)                        | 27                 | modifier les données · modifier les données |
| Pompaire                          | 79213      | CC de Parthenay-Gâtine | 12,80            | 2 052 (2022)                      | 160                | modifier les données · modifier les données |
| Saint-Germain-de-Longue-Chaume    | 79255      | CC de Parthenay-Gâtine | 14,63            | 387 (2022)                        | 26                 | modifier les données · modifier les données |
| Le Tallud                         | 79322      | CC de Parthenay-Gâtine | 19,22            | 1 972 (2022)                      | 103                | modifier les données · modifier les données |
| Viennay                           | 79347      | CC de Parthenay-Gâtine | 15,71            | 1 077 (2022)                      | 69                 | modifier les données · modifier les données |
| Canton de Parthenay               | 7913       |                        | 186,39           | 20 539 (2022)                     | 110                | modifier les données                        |

## Démographie

### Démographie avant 2015
| 1962   | 1968   | 1975   | 1982   | 1990   | 1999   | 2006   | 2011   | 2012   |
| ------ | ------ | ------ | ------ | ------ | ------ | ------ | ------ | ------ |
| 15 351 | 17 721 | 20 837 | 21 384 | 20 791 | 20 270 | 20 845 | 21 048 | 20 961 |

### Démographie depuis 2015
En 2022, le canton comptait 20 539 habitants, en évolution de −1,64 % par rapport à 2016 (Deux-Sèvres : +0,18 %, France hors Mayotte : +2,11 %).
| 2013   | 2018   | 2022   |
| ------ | ------ | ------ |
| 20 834 | 20 689 | 20 539 |